# Nicholas Spooner
Nicholas Spooner né le 28 août 1991, est un joueur de hockey sur gazon sud-africain. Il évolue au poste de milieu de terrain au Harvestehuder THC, en Allemagne et avec l'équipe nationale sud-africaine.
Il a participé aux Jeux olympiques d'été de 2020.

## Carrière

### Coupe du monde
- Premier tour : 2018

### Coupe d'Afrique
- : 2022

### Jeux olympiques
- Premier tour : 2020